# Robert Franz
Cet article concerne le compositeur allemand. Pour l'auteur du livre Souvenirs d'une cosaque écrit sous pseudonyme, voir Olga Janina.
Robert Franz Julius Knauth (28 juin 1815 – 24 octobre 1892) est un compositeur allemand principalement de lieder.

## Biographie
Jeune, il a souffert de l'hostilité de ses parents à devenir musicien, mais à vingt ans son père l'a laissé suivre des cours d'orgue.
En 1843, il a publié un recueil de 250 chansons. Mais la surdité a commencé à le gagner dès 1841. Plus tard des désordres nerveux l'ont empêché de poursuivre sa carrière, mais il était très aidé par ses amis musiciens.

## Hommages
L'astéroïde (10116) Robertfranz, découvert en 1992, est nommé en son honneur.